# Gliese 504
Gliese 504 (59 Virginis) è una stella nella costellazione della Vergine, visibile circa 4° a sud est di Vindemiatrix (ε Virginis) e 4° a nord di σ Virginis. Di magnitudine apparente 5,22, dista 57 anni luce dal sistema solare. Nel 2013 è stato scoperto un pianeta extrasolare orbitare attorno ad essa, visibile tramite immagini dirette con il telescopio Subaru situato sul Mauna Kea, alle Hawaii. Il pianeta è un gigante gassoso con una massa circa 4 volte quella di Giove ed è separato visualmente dalla stella di 2,5 secondi d'arco, che corrispondono ad una distanza reale di 43,5 UA.

## Osservazione
Si tratta di una stella situata nell'emisfero boreale celeste, ma molto in prossimità dell'equatore celeste; ciò comporta che possa essere osservata da tutte le regioni abitate della Terra senza alcuna difficoltà e che sia invisibile soltanto nelle aree più interne del continente antartico. Nell'emisfero nord invece appare circumpolare solo molto oltre il circolo polare artico. La sua magnitudine pari a +5,22 fa sì che possa essere scorta solo con un cielo sufficientemente libero dagli effetti dell'inquinamento luminoso.
Il periodo migliore per la sua osservazione nel cielo serale ricade nei mesi compresi fra fine marzo e agosto; da entrambi gli emisferi il periodo di visibilità rimane indicativamente lo stesso, grazie alla posizione della stella non lontana dall'equatore celeste.

## Caratteristiche fisiche
59 Virginis è una nana gialla di tipo spettrale G0V avente una temperatura di 6120 K. Simile a 61 Virginis e 70 Virginis della stessa costellazione, 59 Virginis brilla con una luminosità 2,29 volte quella solare e ha una metallicità superiore a quella del Sole (190%). Ha una massa leggermente superiore a quella della nostra stella, circa del 22% in più; si tratta di una stella piuttosto giovane, con un'età stimata compresa tra i 100 e i 500 milioni di anni.

## Sistema planetario
Tramite osservazioni dirette nell'infrarosso con il Telescopio Subaru situato sul Mauna Kea, nel luglio 2013 è stato scoperto un pianeta gigante gassoso in orbita attorno alla stella: quattro volte più massiccio di Giove il pianeta si trova a considerevole distanza dalla stella, oltre 43 UA; tuttavia la sua temperatura è di circa 240 °C in quanto, essendo di recente formazione, esso è ancora incandescente, probabilmente di color magenta. La linea di vista del piano orbitale non è nota con precisione, quindi non è nota nemmeno la distanza effettiva del pianeta dalla stella così come la velocità e il periodo orbitale.
Al 2013 Gliese 504 b è il pianeta di minor massa mai scoperto attorno ad una stella simile al Sole tramite tecniche di osservazione diretta.

### Prospetto
| Pianeta | Massa         | Periodo orb. | Sem. maggiore | Scoperta |
| ------- | ------------- | ------------ | ------------- | -------- |
| b       | 4,0+4,5 −1 MJ | -            | 43,5 UA       | 2013     |